# Gohpur
Gohpur is een dorp in het district Biswanath van de Indiase staat Assam. 

## Demografie
Volgens de Indiase volkstelling van 2001 wonen er 9.408 mensen in Gohpur, waarvan 53% mannelijk en 47% vrouwelijk is. De plaats heeft een alfabetiseringsgraad van 72%. 